# Evocation
Evocation ist eine schwedische Death-Metal-Band aus Borås.

## Geschichte
Die Band wurde im Herbst 1991 in Borås gegründet. Der Sänger Jani Karvola verließ die Band allerdings bereits nach wenigen Monaten, seinen Posten übernahm Thomas Josefsson zusätzlich zum Bassspiel. 1992 entstanden zwei Demoaufnahmen. Die erste, aufgenommen mit Tomas Skogsberg in dessen Sunlight Studio, war auf 500 Exemplare limitiert und hieß The Ancient Gate. Die zweite Aufnahme fand in einem örtlichen Studio und unter Mitwirken des neu eingestiegenen Bassisten Christian "Kricke" Saarinen statt. Es folgten Liveauftritte mit anderen schwedischen Death-Metal-Bands wie Dark Tranquillity, Dismember und Ceremonial Oath. Trotz einiger Anfragen von diversen Plattenfirmen wurde die Band im Herbst 1993 aufgrund musikalischer Differenzen für unbestimmte Zeit auf Eis gelegt.
2004 erschienen die beiden Demos zusammen als Neuauflage der Plattenfirma Breath of Night Records, die die Band schon 2001 kontaktiert hatte. Daraufhin begannen die Bandmitglieder im Sommer 2005 wieder gemeinsam zu proben. Christian Saarinen wurde aufgrund zeitlicher Probleme durch Martin "Tore" Toresson ersetzt. Nach einer weiteren Demo im Jahr 2006 unterzeichnete die Band Anfang 2007 einen über mehrere Alben gültigen Vertrag beim deutschen Label Cyclone Empire. Im April desselben Jahres erschien das erste Album der Band namens Tales From The Tomb, dessen Cover-Artwork von Dan Seagrave entworfen wurde. Es folgten einige Auftritte bei Sommer-Festivals wie etwa dem Wacken Open Air.
Das zweite Album der Band namens Dead Calm Chaos erschien im Oktober 2008 mit Gastbeiträgen von Anders Björler (At the Gates, The Haunted) und Dan Swanö (Bloodbath, Edge of Sanity). Für Artwork und Layout ist Travis Smith verantwortlich. Die Band ging mit den Bands Cannibal Corpse, Dying Fetus und Obscura auf Europa-Tournee.
2010 erschien das dritte Album Apocalyptic. Das Artwork entwarf der polnische Künstler Xaay, der zuvor schon für andere Bands wie Behemoth und Nile gearbeitet hatte. In Nordamerika erschien das Album bei Metal Blade Records, in Russland bei ФОНО (Fono Ltd.).

## Diskografie

### Alben
- 2007: Tales from the Tomb (Cyclone Empire)
- 2008: Dead Calm Chaos (Cyclone Empire)
- 2010: Apocalyptic (Cyclone Empire)
- 2012: Illusions of Grandeur (Century Media)
- 2017: The Shadow Archetype (Metal Blade Records)

### Sonstiges
- 1992: The Ancient Gate (Demo)
- 1992: Promo 1992 (Demo)
- 2004: Evocation (Compilation der beiden Demos aus dem Jahr 1992, Breath of Night Records)
- 2006: Demo 2006 (Demo)
- 2012: Evoked from Demonic Depths - The Early Years (Compilation, Century Media)
- 2013: Excised and Anatomised (EP)